# Andreas Nicklisch
Andreas Nicklisch (* 21. Oktober 1945 in Berlin) ist ein deutscher Journalist. Er war bis zu seiner Pensionierung leitender UNO-Beamter in Wien, Prag und Brüssel. 1990 wurde er von UNO-Generalsekretär Javier Pérez de Cuéllar zum Direktor des UN Information Centre in Prag ernannt.

## Leben
Nicklisch studierte politische Wissenschaften.
UNO-Generalsekretär Javier Perez de Cuellar ernannte ihn 1990 zum Direktor des UN Information Centre in Prag.